# Brian Michael Smith
Brian Michael Smith (Ann Arbor, 29 gennaio 1983) è un attore statunitense.

## Biografia
Cresciuto nella zona est di Ann Arbor, Michigan, da sua madre, Ingrid Smith, organizzatrice di eventi e dipendente della Ford Motor Company. Ha trascorso con la madre i primi anni vivendo con i suoi cugini, zie e suo fratello. Sebbene fosse femmina alla nascita, si è identificato come maschio fin dall'infanzia. Ha sfidato le pressioni per conformarsi al ruolo di genere assegnatogli attraverso le prestazioni e l'atletica.
Mentre frequentava la Ann Arbor Pioneer High School, giocò come Defensive end e Fullback nella squadra di football maschile durante l'autunno e stabilì record nel Getto del peso e nel Salto con l'asta nella squadra di atletica femminile in primavera. Nel 1999, durante una partita a Traverse City, divenne la prima persona donna alla nascita a segnare un touchdown universitario nello Stato del Michigan.
Ha studiato recitazione e produzione video alla Kent State University. Dopo la laurea, ha iniziato a insegnare teatro e media literacy agli adolescenti, finché non si è trasferito a New York City per intraprendere la carriera di attore.
Ha iniziato ad allenarsi con Terry Knickerbocker presso il William Esper Studio nel 2011. Durante gli studi, ha ottenuto ruoli da protagonista in alcuni programmi TV e in uno spot pubblicitario della Toyota al fianco di Eli Manning.
Nel 2017, è stato scelto per il ruolo dell'agente Antoine "Toine" Wilkins nella serie Queen Sugar di OWN.
Nel 2019, Smith è stato scelto per il ruolo di Pierce Williams nella serie di Showtime The L Word: Generation Q.
Nel 2020, Smith è tra i protagonisti della serie 9-1-1: Lone Star, nei panni del pompiere transgender Paul Strickland.

## Filmografia parziale

### Cinema
- La preda perfetta - A Walk Among the Tombstones (A Walk Among the Tombstones), regia di Scott Frank (2014)
- Top Five, regia di Chris Rock (2014)

### Televisione
- Gossip Girl – serie TV, un episodio (2012)
- Law & Order - Unità vittime speciali (Law & Order: Special Victims Unit) – serie TV, episodio 16x10 (2014)
- Blue Bloods – serie TV, 4 episodi (2014-2018)
- Copernicus and Starr – serie TV, 13 episodi (2015-2016)
- Girls – serie TV, un episodio (2015)
- Person of Interest – serie TV, un episodio (2016)
- The Detour – serie TV, un episodio (2017)
- Queen Sugar – serie TV, 4 episodi (2017-2022)
- Chicago P.D. – serie TV, un episodio (2017)
- Homeland - Caccia alla spia (Homeland) – serie TV, 7x04 (2018)
- Seven Seconds – serie TV, un episodio (2018)
- The L Word: Generation Q – serie TV, 4 episodi (2019-2020)
- After – serie TV, 7 episodi (2021)
- 9-1-1: Lone Star – serie TV, 72 episodi (2020-2025)

## Doppiatori italiani
Nelle versioni in italiano delle opere in cui ha recitato, Brian Michael Smith è stato doppiato da:
- Marco Benvenuto in Blue Bloods (ep. 7x09)
- Marco Giansante in Blue Bloods (ep. 8x18)
- Antonino Saccone in Blue Bloods (ep. 9x06)
- Massimo Triggiani in The L Word: Generation Q
- Gabriele Tacchi in 9-1-1: Lone Star